# Dru Berrymore
Dru Berrymore, pseudonimo di Nicole Tanja Hilbig (Berlino, 11 agosto 1969), è un'ex attrice pornografica tedesca.

## Biografia e carriera pornografica
Nel 1989 a venti anni si trasferisce negli Stati Uniti e inizia a lavorare come scenografa a Los Angeles e poi come wrestler nella lotta erotica. All'inizio ha usato il nome di Samantha per fare la modella e quello di Sascha come stripper, ma poi, vista la somiglianza con l'attrice Drew Berrymore, ha iniziato ad usare Dru (anche per non aver problemi legali) dal momento che la sua prima scena era uscita con quel nome. Ha iniziato la sua carriera nell'industria pornografica a circa venticinque anni, nel 1994, con scene fetish e lesbo. Nel 2004 ha ottenuto ben 3 AVN Award
Nel 2008 si è ritirata dall'industria pornografica oltre 450 scene come attrice e 2 come regista
Nel 1997 ha anche recitato in un piccolo ruolo in un film non pornografico, Strade perdute di David Lynch e ha avuto piccoli ruoli sia in Die Hard 2 che in Baywatch.

## Vita privata
Dal 2000 al 2003 è stata sposata con il collega Rafe.

## Riconoscimenti
- AVN Awards
  - 2004 – Best Supporting Actress (film) – Heart of Darkness[8]
  - 2004 – Best Group Sex Scene (film) – Looking In con Taylor St. Claire, Dale DaBone, Savanna Samson, Steven St. Croix, Anne Marie e Mickey G[8]
  - 2004 - Best All-Girl Sex Scene (film) Snakeskin con Teanna Kai[8]

## Filmografia

### Attrice
- Dungeon Brats (1994)
- Reality And Fantasy (1994)
- Amateur Video Magazine 1 (1995)
- Dungeon Next Door (1995)
- Dungeon Punishment (1995)
- Girls Of Anal U. (1995)
- Hard Hand Luc (1995)
- Kittens 6 (1995)
- Lesbian Sex Power and Money (1995)
- Major Exposure (1995)
- Mistress Sharon's Girl Toy (1995)
- Painful Madness (1995)
- Slave Exchange (1995)
- Takin' It To The Limit 5 (1995)
- Whips And Chains (1995)
- Wicked Moments (1995)
- Bondage Brothel (1996)
- Catfighting 17 (1996)
- Cumback Pussy 5 (1996)
- Dynasty's Anal Brat Pack (1996)
- Enema 20 (1996)
- Footworship 18 (1996)
- Girls Of Dyke Manor (1996)
- Hot Crimson Buns (1996)
- In Your Face (1996)
- Lollipops 1 (1996)
- N.Y. Video Magazine 7 (1996)
- Nasty Dancers (1996)
- Naughty But Spicy (1996)
- Out Call Punishment (1996)
- Painful Employment (1996)
- Sharon's Painful Persuasion (1996)
- Submissive Exposure Profile 5: Keli Thomas (1996)
- TV Sorority Sister (1996)
- Using Your Assets To Get Ahead (1996)
- Wrath of the Dungeon Brats (1996)
- Young Lips (1996)
- Anna's Anal Revenge (1997)
- Ass Wrecked 2 (1997)
- Best of Student Enemas 4 (1997)
- Bite (1997)
- Blondes Behaving Badly (1997)
- Blowjob Adventures of Dr. Fellatio 1 (1997)
- Butt Row: Eurostyle 1 (1997)
- Buttslammers 16 (1997)
- Caught from Behind 27 (1997)
- Cellblock Confidential (1997)
- Cock Hounds 2 (1997)
- Fuck You Again (1997)
- Go With The Flow (1997)
- House Call Nurses (1997)
- House That Black Built (1997)
- Kym Wilde's On The Edge 44 (1997)
- Living On The Edge (1997)
- Malibu Nights (1997)
- Miscreants (1997)
- Models (1997)
- Musical Tushies (1997)
- My First Time 11 (1997)
- Nasty Consequences (1997)
- Nasty Filthy Cab Rides 2 (1997)
- Nineteen Video Magazine 12: Swimsuit Annual (1997)
- Pickup Lines 20 (1997)
- Pocahotass 4 (1997)
- Profiles In Discipline 7: Dru Berrymore (1997)
- Promotions Company 1282: Nicole (1997)
- Promotions Company 1326: Drew & Lilly (1997)
- Promotions Company 1327: Drew & Lilly (1997)
- Puritan Magazine 16 (1997)
- Sensory Overload (1997)
- SexHibition 5 (1997)
- Tidal Wave (1997)
- Tight Spots (1997)
- University Coeds 3 (1997)
- Video Virgins 38 (1997)
- Angela Summers: All Of Me (1998)
- Aphrodisiacs (1998)
- Bi Voyeur (1998)
- Big Blacks And Little Blondes 2 (1998)
- Blondage: Blondes Do It Hard (1998)
- Blowjob Babes 1 (1998)
- Bodyslammin' 2: Shake And Tumble (1998)
- Box (II) (1998)
- Buttwoman 7 (1998)
- College Coed Strippers (1998)
- Cravings (1998)
- Cries Of Passion (1998)
- Curse of the Lesbian Love Goddess (1998)
- Daydreamer (1998)
- Deep Oral Ladies 2 (1998)
- Dirty Girls (1998)
- Domination Alley 3 (1998)
- Dr. F. Otze 6 (1998)
- First-class Box (1998)
- Foot Sluts (1998)
- Fury Of O (1998)
- Girl's Affair 16 (1998)
- Girls Home Alone 2 (1998)
- Horny Henry's Mexico Adventure (1998)
- Infinite Bliss (1998)
- Intense Perversions 8 (1998)
- Itty Bitty Titties 1 (1998)
- Kym Wilde's On The Edge 46 (1998)
- Last Good Girl (1998)
- Party Pack 4 (1998)
- Patin (1998)
- Pirate Video 10: No Mercy (1998)
- Pirate Video 11: Deviation (1998)
- Pirate Video 8: Powerslave (1998)
- Pirate Video 9: Sins of the Flesh (1998)
- Planet of the Gapes (1998)
- Pretty Anal Ladies 4 (1998)
- Pretty Anal Ladies 5 (1998)
- Price Of An Education (1998)
- Prime Time Pussy 1: Pleasure Perverts (1998)
- Private Triple X Files 10: Memories (1998)
- Private Triple X Files 8: Dungeon (1998)
- Private Triple X Files 9: Hyapatia (1998)
- Queen Of Evil (1998)
- Sexually Incorrect (1998)
- Super Freaks (1998)
- Trapped And Trained (1998)
- Water Girls (1998)
- Wet Cotton Panties 5 (1998)
- Wired For Sex (1998)
- Anales Casting 2 (1999)
- Boss (1999)
- Coed Confessions 3 (1999)
- Cronaca di un omicidio (1999)
- Cum Covered 1 (1999)
- Dresseuse (1999)
- Ero: Extrem Magazin 9 (1999)
- Fucking In Europe (1999)
- Game Of Love 1 (1999)
- Handy Katzen (1999)
- Hot Sex on the Riviera (1999)
- Keyholes (1999)
- Kitzlergeile Drecksfotzen (1999)
- Meine versaute Zwillingsschwester (1999)
- Nachtschwester Stefanie 7 (1999)
- Paziente Insaziabile (1999)
- Pirate Deluxe 6: Double Confusion (1999)
- Principe de plaisir (1999)
- Private XXX 5 (1999)
- Private XXX 6 (1999)
- Pure Masturbations (1999)
- Pure Sex 2 (1999)
- Sex Sliders (1999)
- Streng vertraulich (1999)
- Tiranno (1999)
- Uromania 2 (1999)
- Via Montenapoleone hard core (1999)
- Virgin Bride (1999)
- 2000 ans d'amour: Histoire du preservatif a travers les ages (2000)
- Agentur Seitensprung (2000)
- Babewatch 5 (2000)
- Babewatch 6 (2000)
- Babewatch 9 (2000)
- Back Doors of Prague 4 (2000)
- Bend Over And Say Ahh 2 (2000)
- Blonds On Fire (2000)
- Bose Madchen 16 (2000)
- Candy Striper Stories 1 (2000)
- Cheerleaders Misbehavin' 2: Coach's House (2000)
- Course au Sexe (2000)
- Cumback Pussy 38 (2000)
- Cumspiracy (2000)
- Czech Xtreme 4 (2000)
- D.R.U. (2000)
- Deep Oral Ladies 7 (2000)
- Girl's Affair 50 (2000)
- Head Over Heels 2 (2000)
- Herr Doktor meine Pflaume juckt (2000)
- Kuhles Leder starke Ketten dominante Huren (2000)
- Love Shack (2000)
- Mafia's Revenge (2000)
- MIF: Men in Fuck 2 (2000)
- More Dirty Debutantes 178 (2000)
- My Girlfriend's Girlfriends 6 (2000)
- Passion Tales 1 (2000)
- Pretty Anal Ladies 10 (2000)
- Prime Time (2000)
- Private Performance 146: Teasers And Pleasers 4 (2000)
- Private Performance 148: Girlfriends 3 (2000)
- Private XXX 8 (2000)
- Q Spot (2000)
- Real Naturals 2 (2000)
- Riviera Lust (2000)
- Schone Bescherung (2000)
- Shut Up and Blow Me 24 (2000)
- Soaking Wet Cotton Panties 1 (2000)
- Sodomania 33 (2000)
- Strip Club Tails (2000)
- Time Traveler (2000)
- Uromania 5 (2000)
- Versaute Anwaltin (2000)
- Violation of Mirage (2000)
- Visions Of X 2 (2000)
- 18 and Lost in Chicago (2001)
- Amber's Pursuit (2001)
- Anal Adventure (2001)
- Bacchanal (2001)
- Best by Private 21: Anal Introductions (2001)
- Blondie's Naughty Groove (2001)
- Buttslammers 20 (2001)
- Carnal Coed Confessions 4 (2001)
- Charlie's Devils 2: The Next Position (2001)
- Cheaters (2001)
- Chic Boxing (2001)
- Chick Flick 2 (2001)
- Ecstasy Girls Raw and Uncensored 2 (2001)
- Enema Affairs (2001)
- Enemagic 2 (2001)
- Erotic Visions (2001)
- Flash Flood 4 (2001)
- Goosed For 3: Bisexual Love Affair (2001)
- Gutter Mouths 21 (2001)
- Imperium (2001)
- Itty Bitty Titty Jail Babes (2001)
- Itty Bitty Titty Painting Crew (2001)
- Liquid Blue 1: Surf City (2001)
- Masquerade (2001)
- Max 2 (2001)
- My Ass 10 (2001)
- Naughty Nurses 5 (2001)
- Private Performance 161: Dru Berrymore (2001)
- Pussyman's Decadent Divas 11 (2001)
- Pussyman's Decadent Divas 13 (2001)
- Pussyman's International Butt Babes 5 (2001)
- Quickies Die schnelle Nummer 2 (2001)
- Raven (2001)
- Sex Survivor 1 (2001)
- Sex Survivor 2 (2001)
- Sexxx 1 (2001)
- Sexy Skyways (2001)
- Shut Up and Blow Me 26 (2001)
- Slick 1: Gone in 69 Seconds (2001)
- Sodomania: Slop Shots 9 (2001)
- Spiked Heel Diaries 19 (2001)
- Stangen-Fieber (2001)
- Strapped 4 (2001)
- Struggles Of Dru Berrymore (2001)
- Süchtigen - Pervers in jeder Situation (2001)
- Sweet Obsession (2001)
- Total B.S. 2 (2001)
- Unbeugsame (2001)
- Verficktes Wochenende (2001)
- Violation of Kate Frost (2001)
- Violation of Kiki Daire (2001)
- Young and Thirsty (2001)
- 100% Blowjobs 8 (2002)
- 13 Erotic Ghosts (2002)
- 69th and Anal Street (2002)
- Anal Nurses (2002)
- Best by Private 34: Lesbian Sex (2002)
- Beyond Reality 6 (2002)
- Devinn Lane Show 1: Forbidden Zone (2002)
- Dresden Diary 28 (2002)
- Dresden Diary 29 (2002)
- Ecstasy 8 (2002)
- Ecstasy Girls Platinum 5 (2002)
- Ecstasy Girls Raw and Uncensored 5 (2002)
- Enema Debutantes (2002)
- Ex-girlfriend's Club (2002)
- Extreme Penetrations 3 (2002)
- Fem Aria (2002)
- Going Down (2002)
- High Society 1: The Making of a Sex Star (2002)
- Hook-ups 1 (2002)
- Intimate Strangers (2002)
- Inventing Star (2002)
- Kira Kener: Extreme Close Up (2002)
- Leatherbound Dykes From Hell 20 (2002)
- Leatherbound Dykes From Hell 21 (2002)
- Lust Highway (2002)
- Motel 69 (2002)
- Naked Hollywood 9: Odd Couples (2002)
- Naughty Nikita (2002)
- No Man's Land 36 (2002)
- Nutjob Nurses (2002)
- Out of High School 4 (2002)
- Passion Tales 5 (2002)
- Perfect (2002)
- Private Castings X 35 (2002)
- Pussy Fingers 3 (2002)
- Sex Magician (2002)
- Sex Survivor 3 (2002)
- Sex Survivor 4 (2002)
- Sex Survivor 5 (2002)
- Sex Survivor 6 (2002)
- Sexspeare (2002)
- Skate Trixxx 2 (2002)
- Snakeskin (2002)
- Sodomania: Slop Shots 12 (2002)
- Soloerotica 1 (2002)
- Teri and the Cheerleaders (2002)
- Weekend Getaway (2002)
- Wife Taker (2002)
- Wild and Wacky Adventures of Chloe (2002)
- Wish (2002)
- All About Sex (2003)
- Amsterdam Sex Games (2003)
- Any Dorm In A Storm (2003)
- Barbara Broadcast Too (2003)
- Beautiful Stranger (2003)
- Best Butt in the West 6 (2003)
- Blonde Party Girls (2003)
- Coed Covergirls 4 (2003)
- Contortionist (2003)
- Deep Inside Dru Berrymore (2003)
- Eager Beavers (2003)
- Enema Affairs 4 (2003)
- Extreme Behavior 1 (2003)
- Fans Have Spoken 1 (2003)
- Fetish Factor 1 (2003)
- Fetish Factor 2 (2003)
- Fetish Underground (2003)
- Girl Crazy (2003)
- Heart of Darkness (2003)
- Hooking (2003)
- I'll Do Anything (2003)
- Impact (2003)
- Jaw Breakers 2 (2003)
- Jessica's Place (2003)
- Kira's Hot Spot (2003)
- Lesbian Fetish Fever 2 (2003)
- Looking In (2003)
- Make My Butt Cum (2003)
- Masters of Desire 2 (2003)
- My Secret Star (2003)
- Nailed (2003)
- Naked Hollywood 22: Goodbye (2003)
- Naughty Nurses (2003)
- New Wave Hookers 7 (2003)
- Nina Hartley's Guide to Sensual Submission 2: How to Submit to a Woman (2003)
- Nina Hartley's Private Sessions 3 (2003)
- Nina Hartley's Private Sessions 4 (2003)
- Nurse Kinky (2003)
- Puritan Magazine 43 (2003)
- Reflections In A Window (2003)
- Scandal Of Nicky Eros (2003)
- Sex Fever (2003)
- Sex Lies And Desires (2003)
- Sexual Fantasy (2003)
- Sopornos 4 (2003)
- Stable (2003)
- Sweet Hearts (2003)
- Taya's Tales (2003)
- Tickled Pink (2003)
- Topless Takedown 3 (2003)
- Violation of Briana Banks (2003)
- Virgin Porn Stars 3 (2003)
- Wild Teens (2003)
- Woman Under Glass (2003)
- 100% Blowjobs 23 (2004)
- Adult Video News Awards 2004 (2004)
- Anal Aliens (2004)
- Blowjob Mania (2004)
- Bondage Desires (2004)
- Can Buy Me Love (2004)
- Cheerleaders Spanked (2004)
- Emotions (2004)
- Enema Debutantes 2 (2004)
- Footage (2004)
- Girls Only Club (2004)
- Hot Chicks Little Tits 2 (2004)
- Jenna And Friends (2004)
- Love Hurts (2004)
- MILTF Gone Anal 3 (2004)
- Munch (2004)
- Ring Me Up! (2004)
- Shay's Sweet Treats (2004)
- Soaking Wet Cotton Panties 13 (2004)
- Spank Me Please 1 (2004)
- Spin The Booty (2004)
- Ticket 2 Ride (2004)
- Dani Woodward and Friends (2005)
- Girl Next Door (II) (2005)
- Grudgefuck (2005)
- Hungry For Ass (2005)
- Jenna Loves Pain 1 (2005)
- Magic Night With Art (2005)
- Reunion (2005)
- Revenge of the Dildos (2005)
- Spending The Night With Savanna (2005)
- Private Fantasies 4 (2006)
- Ass Kissers 3 (2007)
- Jenna's Gallery Blue (2007)
- Pussy Treasure (2007)
- Spunk'd the Movie (2007)
- Classic Superstars - Daniela Rauscher (2008)
- Jenna Loves Diamonds (2008)
- Jenna Loves Pain 2 (2008)
- Teen Cuisine Too (2008)
- Butt Floss Chronicles (2009)
- Fifty Shades of Bruce Seven (2012)
- Tuna Helper (2012)
- Mother Knows Best (2013)

### Regista
- Kuhles Leder starke Ketten dominante Huren (2000)
- Anal Adventure (2001)